# Стационарный фронт
Стационарный фронт — медленно движущийся (5-10 км/ч), или неподвижный фронт. Располагается он, между двумя областями высокого давления, параллельно изобарам.
Выше слоя трения ветер дует параллельно изобарам. У земли, за счет трения о неровности, наблюдается небольшая сходимость ветров к линии стационарного фронта. Это приводит к натеканию теплого воздуха на холодный и образованию облаков. Таким образом, по вертикали стационарный фронт развит до 1-2 км.
В холодную половину года на фронте образуются слоистые, слоисто-кучевые облака на высотах 100—200 м, иногда ниже и переходят в туман. Из облаков выпадают моросящие осадки, которые при отрицательной температуре способствуют образованию гололеда. Зона неблагоприятной погоды лежит со стороны холодного воздуха, и ее ширина составляет 50-100 км.
Условия полетов:
- малая высота облаков и плохая видимость у земли, за счет мороси и тумана затрудняют взлет и посадку ВС;
- в облаках, осадках и тумане при отрицательной температуре наблюдается сильное обледенение ВС.
- в теплое время года на стационарном фронте, из-за неравномерного прогрева подстилающей поверхности, образуются кучево-дождевые облака с грозами, градом, сильным обледенением и болтанкой, с верхней границей до 6-9 км. С течением времени стационарный фронт преобразуется в теплый или холодный.